# Marino Pannelli
Marino Pannelli (Macerata, 16 de novembro de 1855 – Macerata, 16 de abril de 1934) foi um matemático italiano, especialista em geometria algébrica.

## Formação ecarreira
Após obter a laurea na Universidade de Roma "La Sapienza", Pannelli tornou-se libero docente de geometria projetiva na Universidade de Pavia e de 1893 a 1899 libero docente de geometria descritiva. Mais tarde lecionou no Istituto Tecnico di Roma, onde obteve cargos acadêmicos. Francesco Severi disse que Pannelli foi um dos mais capacitados geômetras algébricos italianos que não obteve uma cátedra professoral. Algumas publicações de Pannelli em geometria algébrica receberam o prêmio ministerial da Academia Nacional dos Linces.
Foi palestrante convidado do Congresso Internacional de Matemáticos em Roma (1908).

## Publicações selecionadas
- "Sulla costruzione della superficie del 3. o ordine individuata da 19 punti." Annali di Matematica Pura ed Applicata (1867–1897) 22, no. 1 (1894): 237–260.
- "Sulla riduzione delle singolarità di una superficie algebrica per mezzo di trasformazioni birazionali dello spazio." Annali di Matematica Pura ed Applicata (1867–1897) 25, no. 1 (1897): 67–138.
- "Sui sistemi lineari triplamente infiniti di curve tracciati sopra una superficie algebrica." Rendiconti del Circolo Matematico di Palermo (1884–1940) 20, no. 1 (1905): 34–48.
- "Sulle reti di superficie algebriche." Rendiconti del Circolo Matematico di Palermo (1884–1940) 20, no. 1 (1905): 160–172.
- "Sopra un carattere di una varieté algebrica a tre dimensioni." Rendiconti del Circolo Matematico di Palermo (1884–1940) 32, no. 1 (1911): 1–47.
- "Sul numero delle superficie di un fascio dotate di un punto doppio." Rendiconti del Circolo Matematico di Palermo (1884–1940) 36, no. 1 (1913): 345–367.